# Clujana
A Clujana kolozsvári cipőgyár a város északkeleti részén.

## Története
Johann Renner vállalkozó a 19. század végén települt át Bajorországból Erdélybe, és Szászrégenben létesített bőrcserző műhelyt. 1900-ban vállalkozását Kolozsvárra költöztette át, a Szamosközi utcába (Str. Henri Barbusse). 1906-ban a város támogatásával telket vásárolt a Fecske utca (Str. Paris) végében, és ott alakította ki gyárát. 1910-ben Renner társult a Farkas és Hecht családokkal, 1911-ben pedig a vállalkozás Renner Testvérek et Co. Rt. néven részvénytársasággá alakult át, amelynek vezérigazgatója Farkas Mózes lett. 1920-ban az alapító Johann Renner elhunyt; halálát egy Kínából érkezett bőrszállítmányban levő, lépfenével fertőzött darab okozta.
1930-ban a cég egyesült a temesvári Turul cipőgyárral, és felvette a Dermata Művek Rt. nevet. A két világháború között a város legnagyobb gyára volt. Amellett, hogy kereskedelmi fiókjai voltak az ország nagyobb városaiban, nemzetközi hírnevet is szerzett. Védjegyén, amelyet az alapító által 1900-ban elnyert szakmai díj ihletett, egy kukorékoló kakas volt látható. Gyártottak talpat, finombőrt, gépszíjat, bőrből készült műszaki cikkeket, cipőt, műbőrt, enyvet, cipő- és bőrápoló-kellékeket.
1935-ben a munkások többhetes sztrájkot tartottak a bérek emeléséért. 1936-ban a cégnél már 1070 munkás dolgozott.
1944-ben a város elleni légitámadás során a gyárat bombatalálat érte. A hadiüzemnek minősített gyár gépeit a front közeledtével Székesfehérvárra és Pécsre menekítették, a felszerelést azonban a szovjetek pótolták, hogy bakancsokat tudjanak gyártani a frontkatonák számára.

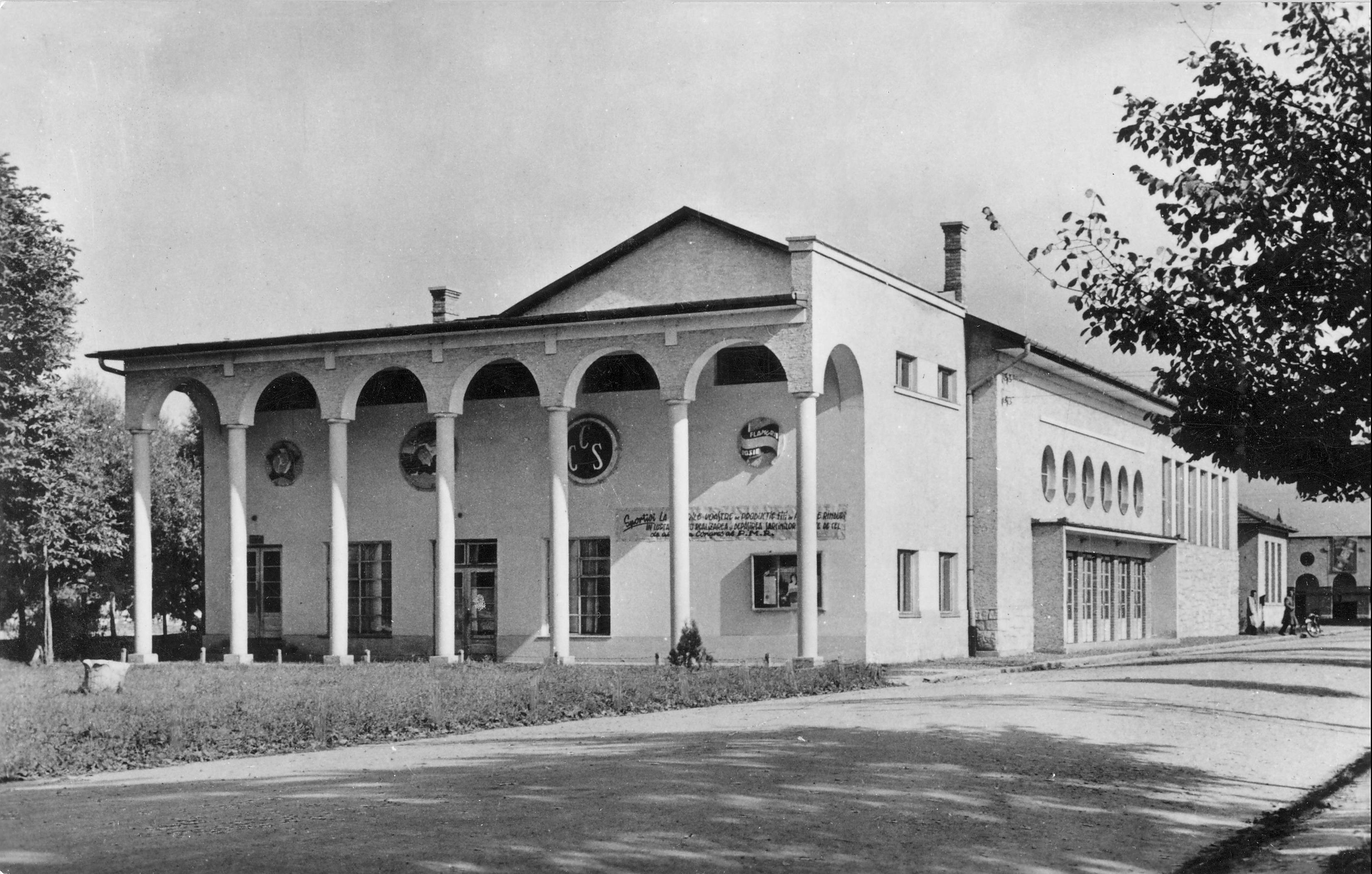
A gyár az 1960-as években

1948-ban a gyárat államosították, ekkor Herbák Jánosról, a gyár egykori munkásáról nevezték el, aki kommunistaként a doftanai börtönben halt meg 1940-ben. Az új állami vállalatba valamikor 1949 és 1955 között beolvasztották a Cameleonul és Victoria bőrgyárakat is, ekkor a neve egyszerűen Kolozsvári Bőr- és Cipőgyár lett. 1964-ben a gyár a Clujana nevet kapta (helyesen Clujeana lenne, ami magyarul „kolozsvári”). Az 1970-es években épült fel a cipőgyár új szárnya, és a finombőr-gyárrészleg  új emelettel bővült. A bővítések miatt szükséges új munkaerőt Moldvából telepítették be; az immár 7000 főt foglalkoztató gyár az ország második legnagyobb bőrgyára volt. A termelés 95%-a exportra készült, ami akkoriban országos rekordot jelentett. Az 1980-as évekre a létszám 8000-re duzzadt, és a gyár Kelet-Európa legnagyobbja lett a saját profiljában.
Az 1989-es rendszerváltást követően a gyár hanyatlani kezdett. 1999-ben csődbe jutott, és gyárat bezárták, a 2816 alkalmazottat elbocsátották. 2003-ban a részvények többsége a Kolozs Megyei Tanács kezébe került; ugyanebben az évben döntöttek a termelés újraindításáról. A gyártás 2004-ben kezdődött el ismét, 35 alkalmazottal; a létszám 2018-ig több mint 280-ra emelkedett. 2011-ben a Kolozsvári nemzetközi repülőtéren nyitottak üzletet.
2018 januárjában a cég fizetésképtelenné vált, és csődvédelmet kért. Az év végén üzletet nyitottak Kolozsvár belvárosában, a Széchenyi téren, és bevezették az online értékesítést is. A két intézkedés hatására a forgalom 50%-kal nőtt. 2018 végén döntés született arról, hogy a cég 2019 tavaszán a Tetarom I ipari parkba költözik át, és a mintegy 10 000 négyzetméter nagyságú ipartelep értékesítéséből rendezik a cég adósságait. 2019 januárjában nyolc új üzlet nyitásáról adtak hírt. Noha a cég fizetőképessége helyreállt, a COVID-világjárvány miatt 2020-ban és 2021-ben nehéz helyzetbe került; ezekre az évekre nem is tett közzé éves beszámolót. 2022 decemberében a vállalat hivatalosan csődöt jelentett.

## A gyárhoz kapcsolódó intézmények

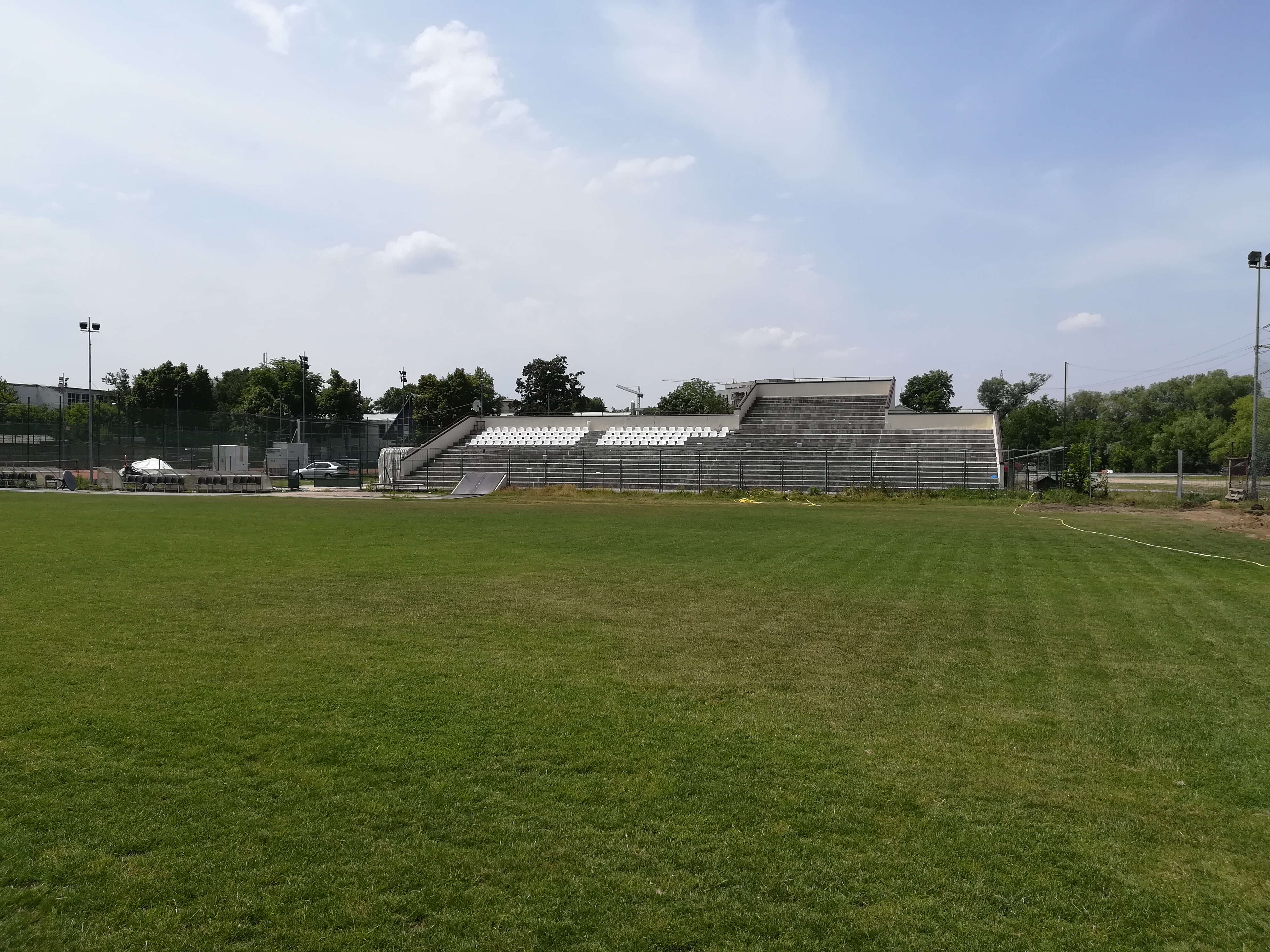
A Clujana stadion

A két világháború között a gyár sporttelepet létesített munkásai számára, benne két úszómedencével. A gyárnak saját sportklubja volt labdarúgás, kosárlabda, jégkorong, ökölvívás, vízilabda, birkózás szakosztályokkal. 1960-ban a sportklub egyesült a vasutasokéval; az új egyesület a Clubul Sportiv Muncitoresc Cluj (Kolozsvári Munkás Sport Klub) lett. A Dermata nyugdíjintézettel is rendelkezett a Magyar utcában.
1951-ben a gyár területén orvosi-egészségügyi szolgálat létesült, amely mostoha körülmények között dolgozott. A gyár kórházát  1954. június 4-én avatták fel. 1979-ben a Clujana  kezdeményezésére az akkor öt legnagyobb kolozsvári üzem (Clujana, Unirea, Carbochim, Porcelángyár, Ecsetgyár) támogatásával épült fel az új üzemi klinika.
A gyárban a szocialista korszakban kórus, szimfonikus és fúvószenekar, román és magyar néptáncegyüttes, valamint színjátszócsoport működött. A kórus vezetője Péter Loránd Jenő volt. 1946-ban a gyárban a központi Szakszervezeti Élet című lapnak 4100, a Viața Sindicală-nak 400 előfizetője volt. A gyár saját lapja, az Üzemünk Élete 1951 és 1974 között jelent meg. Az 1960-as években elindult a gyár saját rádióadója.

## Megjelenése az irodalomban
Nagy István 1971-ben megjelent, Az aranykakas krónikája című művében azokat a munkásokat szólaltatta meg, „akik 1910-től 1948-ig a gyár uraival szembenállva győztesen kerekedtek felül, s szocialista vállalattá alakították át ezt a városnyivá terebélyesedett üzemet, az egykori Dermatát.” Méhes György családregénye, a Kolozsvári milliomosok (1997) a Renner család történetét dolgozza fel.